# George Crumb

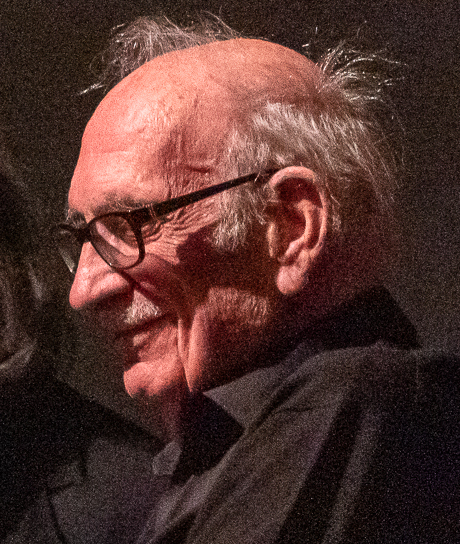
George Crumb (2019)

George Henry Crumb (* 24. Oktober 1929 in Charleston, West Virginia; † 6. Februar 2022 in Media, Pennsylvania) war ein US-amerikanischer Komponist.

## Leben
Crumbs Mutter war Cellistin im städtischen Sinfonieorchester. Von seinem Vater, Bandleader und Klarinettist, erhielt er im Alter von sieben Jahren ersten Klarinettenunterricht. Später wechselte er zum Klavier. Seine ersten Kompositionsversuche in den Jahren 1939/40 orientierten sich an der europäischen Romantik – Chopin, Schumann und Brahms. Crumb genoss eine klassische Ausbildung, war aber außerdem mit Unterhaltungsmusik vertraut und spielte während der High School in Jazz-Combos.
Er studierte am Mason College of Music and Fine Arts, an der University of Illinois, an der University of Michigan bei dem amerikanischen Komponisten Ross Lee Finney und bei Boris Blacher in Berlin. Später unterrichtete er an der University of Colorado in Boulder und von 1965 bis 1997 an der University of Pennsylvania in Philadelphia.
Zu seinen Schülern zählten u. a. Jennifer Higdon, Uri Caine, Christopher Rouse, Osvaldo Golijov und Gerald Levinson.
Neben zahlreichen anderen Auszeichnungen und Stipendien (wie den BMI Student Composer Awards) erhielt er 1968 den Pulitzer-Preis für Echoes of Time and the River. 1975 wurde er in die American Academy of Arts and Letters, 1985 in die American Academy of Arts and Sciences und 1993 in die Akademie der Künste (Berlin) aufgenommen. Er starb im Februar 2022 im Alter von 92 Jahren in seinem Haus in Pennsylvania.

## Werk
Crumb erreichte durch Verwendung ungewöhnlicher vokaler und instrumentaler Techniken einen großen Reichtum an Klangfarben. Die meisten seiner Vokalwerke – darunter seine vier Madrigalsammlungen Madrigals (1965 und 1969), Night of the Four Moons (1969) und Ancient Voices of Children (1970) – vertonen Verse des spanischen Dichters Federico García Lorca. Sein Streichquartett Black Angels, Thirteen images from the dark land (1970) für elektrisch verstärkte Instrumente bezieht sich mit dem Partitureintrag in tempore belli auf den Vietnamkrieg und kann als Gipfelwerk der neueren Quartettliteratur gelten. In A Haunted Landscape (1984) für elektronisch verstärktes Klavier und großes Orchester erzeugte er durch Verwendung von Instrumenten wie chinesischen Tempelgongs, Stahltrommeln oder Hackbrettern und Momenten der Stille ungewöhnliche Stimmungen.
Er benutzte für die Notation strukturelle Techniken, sodass seine Partituren auch graphische Kunstwerke sind. „Die Notation soll kommunizierendes Element sein, soweit das möglich ist. Die kreisförmig geschriebenen Stücke verlaufen auch musikalisch im Kreise.“